# Eurovision Song Contest 2007
Eurovision Song Contest 2007 là cuộc thi Ca khúc truyền hình châu Âu thứ 52. Cuộc thi diễn ra ở thành phố Helsinki - thủ đô của Phần Lan. 

## Các ứng viên

### Bán kết
| Draw | Quốc gia   | Ngôn ngữ         | Nghệ sĩ                             | Ca khúc                  | Vị trí | Số điểm |
| ---- | ---------- | ---------------- | ----------------------------------- | ------------------------ | ------ | ------- |
| 01   | Bulgaria   | Tiếng Bulgaria   | Elitsa Todorova Và Stoyan Yankoulov | "Вода"                   | 6      | 146     |
| 02   | Israel     | Tiếng Hebrew     | Teapacks                            | "כפתור אדום"             | 24     | 17      |
| 03   | Síp        | Tiếng Pháp       | Evridiki                            | "Comme ci, comme ça"     | 15     | 65      |
| 04   | Belarus    | Tiếng Anh        | Dmitry Koldun                       | "Work Your Magic"        | 4      | 176     |
| 05   | Iceland    | Tiếng Anh        | Eiríkur Hauksson                    | "Valentine Lost"         | 13     | 77      |
| 06   | Gruzia     | Tiếng Anh        | Sopho                               | "Visionary Dream"        | 8      | 123     |
| 07   | Montenegro | Tiếng Montenegro | Stevan Faddy                        | "'Ајде, крочи"           | 22     | 33      |
| 08   | Thụy Sĩ    | Tiếng Anh        | DJ Bobo                             | "Vampires Are Alive"     | 22     | 40      |
| 09   | Moldova    | Tiếng Anh        | Natalia Barbu                       | "Fight"                  | 10     | 91      |
| 10   | Hà Lan     | Tiếng Anh        | Edsilia Rombley                     | "On Top of the World"    | 21     | 38      |
| 11   | Albania    | Tiếng Albania    | Frederik Ndoci                      | "Hear My Plea"           | 17     | 49      |
| 12   | Đan Mạch   | Tiếng Anh        | DQ                                  | "Drama Queen"            | 19     | 45      |
| 13   | Croatia    | Tiếng Croatia    | DragonflyVà Dado Topić              | "Vjerujem u ljubav"      | 16     | 54      |
| 14   | Ba Lan     | Tiếng Anh        | The Jet Set                         | "Time to Party"          | 14     | 75      |
| 15   | Serbia     | Tiếng Serbia     | Marija Šerifović                    | "Molitva"                | 1      | 298     |
| 16   | Séc        | Tiếng Séc        | Kabát                               | "Malá dáma"              | 28     | 1       |
| 17   | Bồ Đào Nha | Tiếng Bồ Đào Nha | Sabrina                             | "Dança comigo"           | 11     | 88      |
| 18   | Macedonia  | Tiếng Macedonia  | Karolina Gočeva                     | "Мојот свет"             | 9      | 97      |
| 19   | Na Uy      | Tiếng Anh        | Guri Schanke                        | "Ven a bailar conmigo"   | 18     | 48      |
| 20   | Malta      | Tiếng Anh        | Olivia Lewis                        | "Vertigo"                | 25     | 15      |
| 21   | Andorra    | Tiếng Català     | Kaffe                               | "Salvem el món"          | 12     | 80      |
| 22   | Hungary    | Tiếng Hungary    | Magdolna Rúzsa                      | "Love?"                  | 2      | 224     |
| 23   | Estonia    | Tiếng Anh        | Gerli Padar                         | "Partners in Crime"      | 22     | 33      |
| 24   | Bỉ         | Tiếng Anh        | The KMG's                           | "Love Power"             | 26     | 14      |
| 25   | Slovenia   | Tiếng Slovenia   | Alenka Gotar                        | "Cvet z juga"            | 7      | 140     |
| 26   | Thổ Nhĩ Kỳ | Tiếng Anh        | Kenan Doğulu                        | "Shake It Up Şekerim"    | 3      | 197     |
| 27   | Áo         | Tiếng Anh        | Eric Papilaya                       | "Get a Life – Get Alive" | 27     | 4       |
| 28   | Latvia     | Tiếng Ý          | Bonaparti.lv                        | "Questa Notte"           | 5      | 168     |

### Chung kết
| STT | Quốc gia             | Ngôn ngữ                                                    | Nghệ sĩ                          | Bài hát                      | Vị trí | Điểm số |
| --- | -------------------- | ----------------------------------------------------------- | -------------------------------- | ---------------------------- | ------ | ------- |
| 01  | Bosna và Hercegovina | Tiếng Serbia                                                | Marija Šestić                    | "If We All Give a Little"    | 11     | 106     |
| 02  | Tây Ban Nha          | Tiếng Tây Ban Nha                                           | D'NASH                           | "I Love You Mi Vida"         | 20     | 43      |
| 03  | Belarus              | Tiếng Anh                                                   | Dmitry Koldun                    | "Work Your Magic"            | 6      | 145     |
| 04  | Ireland              | Tiếng Anh                                                   | Dervish                          | "They Can't Stop the Spring" | 24     | 5       |
| 05  | Phần Lan             | Tiếng Anh                                                   | Hanna Pakarinen                  | "Alvedansen"                 | 17     | 53      |
| 06  | Macedonia            | Tiếng Macedonia                                             | Karolina Gočeva                  | "Мојот свет"                 | 14     | 73      |
| 07  | Slovenia             | Tiếng Slovenia                                              | Alenka Gotar                     | "Cvet z juga"                | 15     | 66      |
| 08  | Hungary              | Tiếng Anh                                                   | Magdi Rúzsa                      | "Unsubstantial Blues"        | 9      | 128     |
| 09  | Litva                | Tiếng Anh                                                   | 4Fun                             | "Love or Leave"              | 21     | 28      |
| 10  | Hy Lạp               | Tiếng Anh                                                   | Sarbel                           | "Γεια σου Μαρία"             | 7      | 139     |
| 11  | Gruzia               | Tiếng Anh                                                   | Sopho Khalvashi                  | "Visionary Dream"            | 12     | 97      |
| 12  | Thụy Điển            | Tiếng Anh                                                   | The Ark (Thụy Điển)              | "The Worrying Kind"          | 18     | 51      |
| 13  | Pháp                 | Tiếng Pháp                                                  | Les Fatals Picards               | "Lejla"                      | 22     | 19      |
| 14  | Latvia               | Tiếng Ý                                                     | Bonaparti.lv                     | "Questa notte"               | 16     | 54      |
| 15  | Nga                  | Tiếng Anh                                                   | Serebro                          | "Song #1"                    | 3      | 207     |
| 16  | Đức                  | Tiếng Đức                                                   | Roger Cicero                     | "Frauen regier'n die Welt"   | 19     | 49      |
| 17  | Serbia               | Tiếng Serbia                                                | Marija Šerifović                 | "Molitva"                    | 1      | 268     |
| 18  | Ukraina              | Tiếng Đức Tiếng Ukraina                                     | Verka Serduchka                  | "Show Me Your Love"          | 2      | 235     |
| 19  | Anh                  | Tiếng Anh                                                   | Scooch                           | "Flying the Flag"            | 22     | 19      |
| 20  | România              | Tiếng România Tiếng Đức Tiếng Ý Tiếng Nga Tiếng Tây Ban Nha | Todomondo                        | "Люби, Люби"                 | 13     | 84      |
| 21  | Bulgaria             | Tiếng Bulgaria                                              | Elitsa Todorova Stoyan Yankoulov | "Вода"                       | 5      | 157     |
| 22  | Thổ Nhĩ Kỳ           | Tiếng Anh                                                   | Kenan Doğulu                     | "Shake It Up Şekerim"        | 4      | 163     |
| 23  | Armenia              | Tiếng Armenia                                               | Hayko                            | "Anytime You Need"           | 18     | 138     |
| 24  | Moldova              | Tiếng Anh                                                   | Natalia Barbu                    | "Fight"                      | 10     | 109     |